# Blastoporo

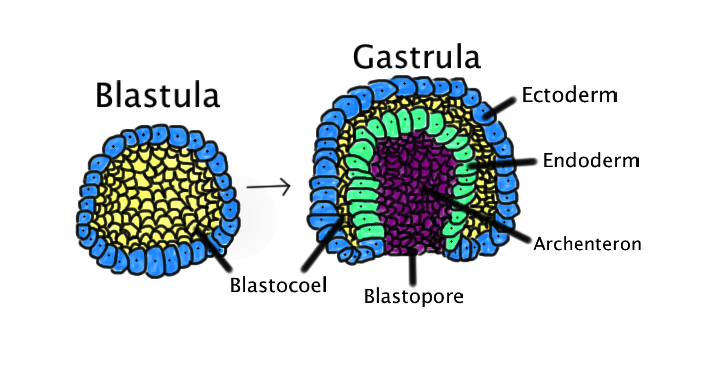
Proceso de gastrulación.

En biología del desarrollo, el blastoporo es la apertura que se forma en el arquénteron durante el desarrollo embrionario de un organismo. La distinción entre protóstomos y deuteróstomos está basada en la dirección en la que la boca se desarrolla en relación con el blastoporo: en los protóstomos, la boca del adulto deriva del blastoporo embrionario (de ahí proviene el nombre del grupo), mientras que en los deuteróstomos es de neoformación.
- Datos: Q1420357